# Полонка (притока Черјохе)
Полонка (рус. Полонка) река је на западу европског дела Руске Федерације. Протиче преко централних делова Псковске области, односно преко територије Псковског рејона. Десна је притока реке Черјохе (притока Великаје), те део басена реке Нарве, односно Финског залива Балтичког мора.
Укупна дужина водотока је 29 km, а површина сливног подручја 109 km². У горњем делу тока позната је и под именом Мелетовка. Улива се у Черјоху на њеном 30 километру узводно од ушћа.